# NGC 2318
NGC 2318 је расејано звездано јато у сазвежђу Велики пас које се налази на NGC листи објеката дубоког неба.
Деклинација објекта је - 13° 41' 52" а ректасцензија 6h 59m 27,0s. Привидна величина (магнитуда) објекта NGC 2318 износи 13,6. NGC 2318 је још познат и под ознакама *Grp ?.